# Brett Younker
Brett Steven Younker (1 de febrero de 1984) es un músico cristiano estadounidense, artista ganador del premio GMA Dove y líder de adoración en Passion Conferences en Atlanta, Georgia. Ha lanzado tres álbumes de estudio, This Is Life en 2008, The New Has Come en 2010 y Come to the Water en 2012, mientras que ha lanzado en reproducción extendida, Burning in My Soul en 2014.

## Primeros años y personal
Brett Steven Younker nació el 1 de febrero de 1984 Fue criado en el área de Atlanta, Georgia..

## Carrera de música
Su carrera musical comenzó en 2008, con el álbum de estudio, This Is Life, que fue lanzado el 20 de marzo de 2008. El siguiente álbum de estudio, The New Has Come, fue lanzado el 8 de junio de 2010. Lanzó Come to the Water, el 5 de junio de 2012. Su primera obra extendida, Burning in My Soul, fue lanzada el 17 de junio de 2014. Ganó el premio GMA Dove, por Passion: Let the Future Begin, en la categoría Álbum de evento especial del año.

## Discografía
Álbumes de estudio
- This Is Life (20 de marzo de 2008)
- The New Has Come (8 de junio de 2010)
- Come to the Water (5 de junio de 2012)

EPs
- Burning in My Soul (5 de junio de 2014)